# Ренхен
Ренхен (нем. Renchen) — город в Германии, в земле Баден-Вюртемберг. 
Подчинён административному округу Фрайбург. Входит в состав района Ортенау.  Население составляет 7345 человек (на 31 декабря 2010 года). Занимает площадь 32,08 км². Официальный код  —  08 3 17 110.